# Vilaque Cochapampa
Vilaque Cochapampa ist eine Streusiedlung im Departamento La Paz im südamerikanischen Anden-Staat Bolivien.

## Lage im Nahraum
Vilaque Cochapampa ist der bevölkerungsreichste Ort im Kanton Villa Vilaque im Municipio Pucarani in der Provinz Los Andes. Das Zentrum des Ortes liegt in einer Höhe von 4430 m am Oberlauf des Gebirgsbaches Río Pampasi, wenige Kilometer nordwestlich der Außenbezirke von La Paz.

## Geographie
Vilaque Cochapampa liegt am Rand der bolivianischen Hochebene zwischen den Anden-Gebirgsketten der Cordillera Occidental im Westen und der Cordillera Central im Osten. Die Region weist ein ausgeprägtes Tageszeitenklima auf, bei dem die Temperaturschwankungen im Tagesverlauf deutlicher ausfallen als im Jahresverlauf.
Die mittlere Jahrestemperatur der Region liegt bei 8,8 °C (siehe Klimadiagramm Batallas), die Monatsdurchschnittstemperaturen schwanken nur unwesentlich zwischen 6 °C im Juli und 10 °C im November/Dezember. Der Jahresniederschlag beträgt knapp 600 mm, die Monatsniederschläge liegen zwischen unter 20 mm von Mai bis August und zwischen 100 und 120 mm von Dezember bis Februar.

## Verkehrsnetz
Vilaque Cochapampa liegt in einer Entfernung von 39 Straßenkilometern nordwestlich von La Paz, der Hauptstadt des gleichnamigen Departamentos.
Von La Paz führt die Nationalstraße Ruta 2 über El Alto in nordwestlicher Richtung bis Villa Vilaque und von dort weiter über Batallas und Huarina nach Copacabana am Titicacasee. Anderthalb Kilometer vor Vilaque, vor der Überquerung des Río Vilaque, zweigt eine unbefestigte Landstraße in nordöstlicher Richtung von der Nationalstraße ab, folgt dem Río Vilaque und dem Río Pampasi flussaufwärts und erreicht über Vilaque Pampajasi das Zentrum von Vilaque Cochapampa.

## Bevölkerung
Die Einwohnerzahl der Streusiedlung ist in den vergangenen beiden Jahrzehnten auf mehr als das Doppelte angestiegen:
| Jahr | Einwohner         | Quelle       |
| ---- | ----------------- | ------------ |
| 1992 | keine Detaildaten | Volkszählung |
| 2001 | 276               | Volkszählung |
| 2012 | 784               | Volkszählung |
| 2024 |                   | Volkszählung |

Die Region weist einen hohen Anteil an Aymara-Bevölkerung auf, im Municipio Pucarani sprechen 96,7 Prozent der Bevölkerung Aymara.